# Expédition espagnole de Tlemcen (1543)
Conflits algéro-hispaniques
L’expédition espagnole de Tlemcen, également connue sous le nom de guerre de Tlemcen,, a été menée par le comte d'Alcaudete entre le 27 janvier et le 8 mars 1543 dans le but de renverser le roi zianide Abû Zayyan III et de le remplacer par Abu Abdallah VI. L’expédition fut un succès et Abu Abdallah VI fut restauré sur le trône en tant que vassal espagnol.

## Contexte
Abu Muḥammad II, roi de Tlemcen, mourut en 1540 et laissa deux fils : Abu Abdallah VI et Abû Zayyan III. Le premier, étant l’aîné et l’héritier légitime, fut proclamé sultan sous le nom d'Abu Abdallah VI. Cependant, le second, qui bénéficiait du soutien des Ottomans, des marabouts et de plusieurs cheikhs, n’hésita pas à défendre ses prétentions par les armes et, en peu de temps, renversa Abu Abdallah VI et prit sa place sous le nom d’Abu Zayyan III.
Le sultan déchu se réfugia à Oran espagnole, où il fut bien accueilli par le comte d'Alcaudete. Le gouverneur d’Oran lui promit de le rétablir sur le trône, et Abu Abdallah s’engagea en échange à reconnaître la suzeraineté de la Couronne d’Espagne s’il retrouvait son pouvoir. Charles Quint approuva ces conditions et, en 1542, le comte d'Alcaudete commença les préparatifs de la campagne.

## Préparations
L’expédition devait être menée sans le soutien de Charles Quint, principalement parce qu’il ne souhaitait pas engager de nouvelles campagnes après l'expédition d'Alger de 1541, qui s’était soldée par un échec. En conséquence, le comte d'Alcaudete dut assumer lui-même toutes les dépenses,.
Le 9 septembre 1542, il se rendit en Espagne pour organiser les préparatifs et recruter des troupes. La majorité des soldats furent recrutés dans le sud de l’Espagne, en particulier en Andalousie, et plusieurs parents du comte d'Alcaudete lui apportèrent leur aide, notamment Martin de Córdoba, Diego Ponce de León et Alonso de la Cueva. Les fils du comte, Francisco et Martin, furent envoyés à Málaga et Cartagena pour se procurer des provisions. Finalement, toutes les troupes furent rassemblées à Cartagena et embarquèrent pour Oran le 10 janvier. En cours de route, une tempête força certains navires à accoster temporairement au port de Jub (sur la côte espagnole), mais le reste de la flotte atteignit directement l’Afrique du Nord.

### Arrivée à Oran
La Capitana (le navire à bord duquel se trouvait le comte d'Alcaudete) parvint à atteindre Mers El-Kébir le 15 janvier, suivi par le reste de la flotte un peu plus tard. Certains navires durent débarquer à Arzew en raison de la tempête, mais ils furent bloqués par les Maures. Le comte envoya alors son fils, Alonso, à leur secours, et ils finirent par les repousser,.

### Organisation de l'armée
Une fois l’armée rassemblée, le comte commença à nommer les officiers chargés des commandements importants : Alonso de Villaroel fut désigné Maestre de campo (en), Melchior de Villaroel Sargento mayor (en), et Juan Pacheco reçut le commandement de la cavalerie aux côtés de son frère, Don Mendo, et de Juan de Villaroel. Deux de ses fils, Francisco et Alonso, accompagnèrent le comte, tandis qu’il confia le gouvernement d’Oran à son plus jeune fils, Martin. Alonso négocia avec les chefs arabes qui avaient précédemment soutenu Abu Abdallah VI afin d’obtenir des ressources, mais sans succès.
Le roi de Tlemcen, Abû Zayyan III, tenta de convaincre le comte d’annuler son expédition en échange d’une somme d’argent. Le 22 janvier, il lui offrit 200 000 ducats, puis le 26 janvier, il porta son offre à 400 000 ductas. Cependant, tout était déjà prêt pour la campagne,.

## Expédition

### Premiers mouvements
Finalement, le 27 janvier, l'armée quitta Oran avec 14 000 fantassins et entre 500 et 1 500 cavaliers,,. Dès le lendemain, la pluie commença à tomber, rendant la marche difficile. Les Espagnols, probablement à cause d’un manque de fonds, ne disposaient d’aucune bête de somme. Chaque soldat devait porter un sac contenant des vivres pour huit jours, seuls le comte et les officiers transportaient leur nourriture sur leurs chevaux. À cause de ces conditions, ils furent contraints d’abandonner leur artillerie. Malgré tous ces problèmes, le comte décida de ne pas retarder l’expédition, craignant de gaspiller davantage de ressources. La pluie dura presque trois jours d’affilée.
Après l’accalmie, l’armée établit son campement dans les jardins de Tensalmet, à l’ouest de Misserghin. C’est alors qu’ils se rendirent compte qu’ils étaient surveillés par des Arabes, bien qu’aucun affrontement ne se produisit immédiatement. Le lendemain, la marche reprit. Un soldat espagnol, qui s’était arrêté pour se reposer malgré les avertissements du comte d'Alcaudete, fut capturé et décapité par l’ennemi.
Le 31 janvier, l’armée traversa le Ziz et, quelques jours plus tard, s’arrêta pour nettoyer ses armes. À la tombée de la nuit, ils aperçurent soixante lanciers sur une colline. Malgré les ordres du comte d’Alcaudete, Martín de Córdoba et plusieurs soldats chargèrent contre eux. Cependant, les lanciers prirent la fuite avant qu’un combat ne puisse éclater. Parmi eux se trouvait Ibrahim, l’un des principaux chefs de l’armée de Tlemcen et caid, qui échappa de peu à la capture.

### Premier engagement
Voyant l’avancée des Espagnols, le roi de Tlemcen demanda de l’aide à la Régence d’Alger et signa un traité avec Hasan Agha, mais ne reçut que peu de soutien de leur part. Ce furent les populations locales qui vinrent à son secours, apportant plusieurs contingents arabes et berbères sous le commandement d’Al-Mansour ben Bogani. L’armée se regroupa et se prépara à défendre la route menant à Tlemcen, de l’autre côté de l’Isser, tandis que certains soldats furent envoyés pour retarder l’arrivée des Espagnols.
Le 2 février, les Espagnols aperçurent un grand nombre d’ennemis approchant "à une distance suffisamment proche pour pouvoir leur parler". Ces derniers semblaient particulièrement menacer l’arrière-garde, si bien que le comte d’Alcaudete envoya Martín de Córdoba et Francisco pour protéger l’armée de ce côté. Un détachement de 500 cavaliers, commandé par Diego Ponce de León, ainsi qu’une compagnie d’infanterie légère armée d’escopettes et d’arbalètes, furent déployés.
Les forces ennemies comptaient environ 1 500 lanciers et entre 6 000 et 8 000 fantassins. Les troupes d’Al-Mansour ben Bogani, probablement plus nombreuses que celles de Tlemcen, tentèrent de couper la retraite des Espagnols, tandis que le comte d’Alcaudete affrontait Ibrahim à l’avant-garde. L’armée espagnole se trouvait encerclée par des montagnes occupées par les forces arabes,.
Le comte repoussa rapidement l’ennemi devant lui, tandis qu’Alonso de Villaroel attaqua sur le flanc avec 500 cavaliers. Cependant, ils ne purent poursuivre leurs adversaires, car le terrain boueux était trop dangereux pour leur cavalerie.
Vers trois heures de l’après-midi, Al-Mansour ben Bogani ordonna l’attaque. Les Espagnols ripostèrent tour à tour, mais étant trop peu nombreux, ils demandèrent du renfort au comte d’Alcaudete. Ce dernier, comprenant la situation, envoya 100 lanciers et 200 fantassins légers. Avec l’arrivée de ces renforts, les Arabes furent finalement contraints de battre en retraite.

### Marche vers la rivière
Après cette bataille, les Espagnols poursuivirent leur avancée à un rythme rapide. Le comte voulait profiter de sa victoire pour traverser l’Isser à Tlemcen de nuit, estimant qu’une progression assez rapide empêcherait toute résistance. Cependant, la pluie se mit à tomber à nouveau.
À cause de la boue et de l’obscurité, les Espagnols perdirent une grande quantité de bagages et de chevaux, ce qui sema un grand désordre dans leurs rangs. L’opération dut alors être annulée, et le comte d’Alcaudete ordonna d’installer un campement.
Le lendemain matin, le comte apprit qu’Al-Mansour ben Bogani l’attendait de l’autre côté de la rivière "avec toutes les forces de son royaume".
Les Espagnols, probablement trop confiants après leur première victoire, accueillirent cette nouvelle avec enthousiasme, persuadés qu’ils l’emporteraient à nouveau. L’armée se mit en marche vers huit heures et atteignit rapidement les rives de la rivière. Là, ils aperçurent la grande armée arabo-berbère. Avant d’engager la traversée, le comte décida de réorganiser ses troupes.

### Bataille de l'Isser (Tlemcen)

#### Organisation de l'armée espagnole
Il ordonna à Alonso de Villaroel de placer des escadrons de cavalerie sur les quatre côtés de l'armée, en plus des compagnies d'infanterie. Deux escadrons devaient entourer le convoi de droite à gauche ; l'avant-garde était précédée de cavaliers ; à l'arrière-garde, un escadron couvrait l'arrière en rejoignant ceux des flancs. En dehors du corps principal, le comte plaça des tirailleurs entre les lignes de piquiers chargés de les protéger contre les charges ennemies.
Dans l'avant-garde se trouvaient 10 700 hommes, dont 500 fantassins. Ils étaient armés de piques, à l'exception de 15 qui portaient des arquebuses ou des arbalètes ; leurs chefs étaient Alonso Hernandez de Montemayor, légèrement blessé la veille, et Luis de Rueda, major d'Oran. L'infanterie de l'aile droite était commandée par un neveu du comte, Don Mendo de Benavidès, et celle de l'aile gauche par Alonso de Villaroel. Enfin, à l'arrière-garde se trouvaient le fils aîné du général, Alonso, et Juan de Villaroel. Le reste de la cavalerie accompagnait le comte,.

#### Bataille
Après ces réajustements, l'armée se mit en marche vers l'Isser, gonflé par les pluies. À ce moment-là, l'ennemi attaqua, mais le mouvement ne fut pas interrompu. Après une prière commune, l'avant-garde se hâta au son des trompettes et traversa le gué « comme par un pont », bien que les fantassins aient été immergés jusqu'aux épaules,.
Les chefs passèrent en premier et, dès qu'ils furent de l'autre côté de la rivière, les Espagnols chargèrent l'ennemi et le poursuivirent jusqu'au sommet de la montagne surplombant l'Isser. Là, l'avant-garde s'arrêta ; une trentaine d'ennemis furent tués et plusieurs capturés. Pendant ce temps, le comte protégeait le passage du reste de l'armée avec un millier d'hommes placés au pied de la montagne. L'ennemi, déconcerté par la rapidité de cette attaque victorieuse, n'osa plus disputer le terrain, et l'armée espagnole poursuivit sa route jusqu'à Tibda, où elle occupa une forteresse près de la rivière,.

#### Arrivée des Espagnols à Tibda
L'armée passa la nuit à Tibda, où elle subit de nombreuses attaques, toutes vaines. Après que les troupes se furent reposées, elles reprirent la marche. En pleine progression, elles furent de nouveau attaquées par un grand nombre d'Arabes. À partir de ce moment, le comte d'Alcaudete interdit strictement à ses hommes de s'éloigner de l'armée sous quelque prétexte que ce soit.
À la tombée de la nuit, le comte décida d'établir son camp très près de l'armée ennemie. C'est là qu'il reçut la nouvelle que le roi de Tlemcen, Abû Zayyan III, allait à sa rencontre. Le comte le défia alors au combat.
La défaite d'Al-Mansour ben Bogani avait inquiété la population de Tlemcen et, entre le 4 et le 5 février, certains habitants quittèrent la ville avec leurs familles et leurs biens avant de revenir combattre les Espagnols. Le lendemain, le comte apprit que le roi avait accepté le défi et marchait vers lui avec une armée de 45 000 hommes et 400 Turcs de la Régence d'Alger.

### Bataille de Hauda ben Djafar

#### Organisation des armées
Le comte décida d’organiser son armée de manière similaire à celle adoptée lors de la traversée de l’Isser. Il plaça deux escadrons de chaque côté de l’avant-garde et confia leur commandement à Alonso et Juan de Villaroel. Entre ces escadrons, il positionna la moitié de son infanterie, accompagnée de quelques cavaliers et des étendards. Comme lors de la précédente bataille, il plaça des tirailleurs en première ligne.
Lui-même prit position au centre avec le reste de sa cavalerie, soit environ 300 lances. Sur les flancs, se trouvaient 1 500 fantassins légers,. Enfin, à l’arrière-garde, qui cette fois ne semblait pas vouloir soutenir l’effort principal, le général envoya son fils Francisco pour remplacer Martín de Córdoba, qui avait demandé à combattre aux côtés du comte.
L'armée d'Abû Zayyan III comprenait 1 500 lanciers de la maison royale, accompagnés de notables de Tlemcen et de guerriers des Béni Rached. Il y avait également environ 2 000 hommes armés de mousquets, d’arbalètes et de lances, commandés par le caïd Ibrahim, ainsi que de nombreux fantassins. L’arrière-garde comptait plus de 2 000 lanciers, dont 1 000 d'élite, protégés par des boucliers et vêtus de tenues aux couleurs vives. Ils étaient accompagnés de 400 à 500 cavaliers et fantassins, armés de mousquets et d’arbalètes. Enfin, une foule considérable de combattants à pied et à cheval entourait les troupes espagnoles,.

#### Bataille
Les Espagnols, en maintenant la formation qui leur avait été assignée, avancèrent vers l’ennemi, qui les attendait sur les hauteurs, où il avait tendu une embuscade. Dès qu’ils atteignirent le plateau, les trompettes donnèrent le signal de la charge : 200 lances furent projetées sur les chrétiens. L’un des capitaines de l’avant-garde, le maestre de campo de l’armée, Alonso de Villaroel, tua le premier Maure avec son arquebuse.
Après une charge des Arabes, qui ne toucha personne, le comte ordonna à un escadron d’attaquer. L’ennemi sembla battre en retraite, mais ce n’était qu’un stratagème destiné à entraîner les Espagnols dans une embuscade. Le comte s’en aperçut et, tout en poursuivant l’ennemi, il ordonna au reste de la cavalerie de le suivre et de le soutenir en cas de besoin. Quant à l’arrière-garde, elle ne devait combattre que si elle y était contrainte. Le comte voulait conserver toutes ses forces pour l’affrontement décisif qui approchait.
Bientôt, les escadrons d’avant-garde s’approchèrent suffisamment pour que le feu ennemi commence à faire des victimes. Même le cheval du comte fut blessé. Les cavaliers lui demandèrent de donner le signal de la charge, mais après avoir consulté son cousin Martín de Córdoba, qui ne donna pas son avis, le comte estima qu’ils étaient encore trop loin et ordonna de poursuivre la marche. Finalement, avant d’atteindre les arquebusiers postés sur la colline, les troupes embusquées apparurent, cavaliers et fantassins, avançant bruyamment jusqu’aux étendards espagnols,.
La situation devint critique. Le comte ordonna à Martín et Diego Ponce de León de charger. Il se jeta lui-même dans la mêlée avec son fils Alonso et Juan Pacheco. Martín de Córdoba fut blessé par un porte-étendard. Le combat, qui dura trois heures, coûta aux troupes du roi de Tlemcen un grand nombre de cavaliers et de fantassins : presque toutes les forces ottomanes périrent.
Pendant ce temps, l’arrière-garde était également violemment attaquée. Fidèles à leurs tactiques habituelles, les Maures tentaient de briser les lignes espagnoles pour les désorganiser et couper leur retraite. Mais Alonso tint bon malgré une blessure au poignet. Informé de la gravité de la situation, le comte, suivant l’avis de Martín, décida de s’assurer d’abord de la victoire de l’avant-garde. Une fois celle-ci acquise, il envoya Mendo de Benavidès renforcer l’arrière-garde avec des troupes légères. Il envoya également Luis de Rueda et Juan de Villaroel, qui revinrent victorieux. Ces renforts mirent un terme aux combats à l’arrière, qui avaient duré trois heures,.
Les ordres du comte avaient été si bien exécutés que l’armée, après ce combat acharné, conserva la formation adoptée au début de l’action. Les Maures, cependant, semblaient encore vouloir disputer la route et placèrent 2 000 lanciers pour simuler une nouvelle attaque. Mais l’envoi de troupes légères et de cavalerie suffit à les mettre en déroute,.
Après cette défaite, Abû Zayyan décida de fuir avec les rares survivants vers le désert de l’Angad au lieu de défendre Tlemcen, qui allait être assiégée,.

### Occupation espagnole de Tlemcen

#### Arrivée des Espagnols à Tlemcen
Les Espagnols atteignirent les portes de Tlemcen dans l’après-midi. Les soldats, impatients de piller la ville, se dispersèrent, mais le comte parvint à rassembler l’armée. Après avoir traversé le pont de Saf-Saf, ils campèrent dans des oliveraies près des remparts de la ville. Le 6 février, les habitants ouvrirent les portes après que le comte d’Alcaudete leur eut promis qu’ils ne pilleraient pas la ville,.
Le comte et son armée se mirent alors à réquisitionner les ressources de la ville, mais le butin déçut les Espagnols : la majorité des richesses avaient déjà été emportées par les habitants en fuite. En réaction, les Espagnols rompirent leur promesse et se livrèrent au pillage de la ville, tuant et réduisant en esclavage de nombreux habitants,. Ils poursuivirent ensuite leurs pillages dans les villages environnants et capturèrent 2 000 Juifs et Arabes, dont une partie de la population en fuite,.
Peu après, Abu Abdallah VI se rendit au palais El Mechouar et y fut proclamé à nouveau roi de Tlemcen,,. Malgré cela, l’occupation espagnole engendra de nombreux troubles et plusieurs notables de la ville se plaignirent auprès du roi. Mais celui-ci leur répondit qu’il n’avait d’obligations qu’envers ceux qui l’avaient rétabli sur le trône, ce qui provoqua un profond mécontentement parmi ses partisans.
Souhaitant s’assurer qu’Abu Zayyan ne préparait pas une contre-offensive, le comte d’Alcaudete envoya Martín de Córdoba en reconnaissance jusqu’au oued Zitoun. Le 7 février, de nombreux habitants de Tlemcen fidèles à Abû Zayyan rentrèrent en ville. Même Ibrahim, le commandant du sultan déchu, prêta serment de loyauté à Abu Abdallah VI,.

#### Escarmouches et combats
Quinze jours après l’arrivée des Espagnols, le comte, conseillé par Ibrahim, attaqua un convoi de blé et d’orge que les troupes d’Abû Zayyan avaient volé avant de fuir la ville. Avec 150 lanciers et 1 000 fantassins, il lança l’attaque et, bien qu’en infériorité numérique, il tua 60 Arabes, captura 40 autres et s’empara de 350 chameaux. Cette prise fut cruciale pour les Espagnols, qui manquaient de vivres.
Cependant, le nombre de partisans d’Abû Zayyan III restait élevé, surtout après qu’Al-Mansour ben Bogani lui eut amené un renfort important d’Arabes. Ceux-ci commencèrent à menacer les abords de Tlemcen et attaquèrent un groupe isolé de soldats espagnols. Le comte d’Alcaudete ordonna alors à deux compagnies de stationner dans la zone.
Quelques jours plus tard, l’un des capitaines, pensant que la situation était sous contrôle, retira sa troupe, laissant la seconde compagnie seule. Informés de cette faiblesse, les Arabes attaquèrent immédiatement et massacrèrent 35 soldats, y compris leur capitaine.
Encouragés par ce succès, les forces d’Abu Zayyan tentèrent une nouvelle attaque surprise le 24 février, mais cette fois, elles tombèrent dans une embuscade tendue par Ibrahim, qui leur infligea de lourdes pertes.
Enfin, le 26 février, le comte d’Alcaudete conclut un traité avec Abu Abdallah VI, par lequel ce dernier se reconnaissait vassal et tributaire de Charles Quint. Selon cet accord, le roi de Tlemcen devait verser 4 000 doublons annuels, ainsi que fournir plusieurs chevaux harnachés et falconets.

#### Les derniers jours à Tlemcen
Un séjour prolongé à Tlemcen affaiblit l’armée espagnole, qui avait déjà subi de nombreuses pertes. Les préparatifs pour un retour à Oran commencèrent. Le comte d’Alcaudete envisagea de laisser une garnison de 1 200 hommes pour assurer le pouvoir d’Abu Abdallah, mais il renonça à cette idée pour plusieurs raisons, :
- Le risque d’attaques lors du trajet de retour.
- Le besoin de toutes ses troupes pour une expédition prévue contre Mostaganem.
- Un possible ordre de Charles Ier lui demandant de rentrer au plus vite à Oran.

Les Espagnols se préparèrent donc à partir. Le comte ordonna de rassembler les bagages, ainsi que plusieurs pièces d’artillerie trouvées dans l’arsenal de la ville. Il récupéra aussi quatre canons perdus lors de son expédition ratée contre Mostaganem en 1535, bien qu’ils nécessitaient des réparations.
Le départ était prévu pour le 29 février, mais il fut repoussé au 1er mars en raison des négociations avec les Arabes fidèles à Abû Zayyan. Ces derniers, bien qu’ayant été mis au défi par les Espagnols, prétendaient vouloir se soumettre.
Finalement, les troupes espagnoles quittèrent la ville le 1er mars. Le grand nombre de captifs préoccupait certains officiers, qui suggérèrent au comte de les exécuter et de brûler le butin. Mais le comte refusa, craignant de s’attirer la colère de ses hommes.

### Retour vers Oran

#### Bataille de l’oliveraie
Après s’être assuré qu’aucun chrétien n’avait été laissé derrière, les derniers Espagnols quittèrent Tlemcen et les portes de la ville furent fermées.
L’armée du comte d’Alcaudete devait traverser un passage très étroit, bordé d’oliviers. Cependant, ce qu’elle ignorait, c’est qu’une armée du sultanat wattasside et des Béni Rached, dirigée par Ahmed Segheur, s’y était embusquée,. Les forces marocaines commencèrent à encercler les Espagnols et se préparèrent à attaquer. Finalement, un grand nombre de soldats marocains se ruèrent contre l’arrière-garde espagnole.
En apprenant cela, le comte se précipita sur place avec des renforts. Le danger était immense : les soldats marocains étaient plus de deux fois plus nombreux que les Espagnols et difficiles à combattre, car ils se dissimulaient parmi les arbres. Le comte atteignit une clairière avec sa cavalerie avant que les Marocains n’encerclent l’arrière-garde. Toutefois, ils étaient encore trop éloignés de l’avant-garde.
Pendant ce temps, Martín de Córdoba rassembla les blessés et les morts de l’arrière-garde, regroupa les tirailleurs et se dirigea vers l’avant-garde, qui se trouvait sur la plaine. En traversant les rangs marocains, il tira plusieurs boulets de canon sur les Arabes encore embusqués dans la forêt. Cette action brutale déstabilisa les assaillants, qui finirent par être repoussés.
La bataille dura entre six et sept heures, et les deux camps subirent de lourdes pertes. Cependant, les Marocains ne se retirèrent pas complètement,.

#### Occupation du pont de Saf-Saf
Après la bataille de l’oliveraie, le comte d’Alcaudete ordonna à Martín de Córdoba d’occuper le pont de Saf-Saf avec l’avant-garde, mais celle-ci fut poursuivie par les Marocains. Craignant que les forces de Córdoba ne soient insuffisantes, le comte lui ordonna de s’arrêter et de se défendre, mais Córdoba ignora cet ordre et s’empara du pont. Les Marocains tentèrent de reprendre le pont, mais ils furent pris en embuscade par l’armée du comte, ce qui les contraignit à battre en retraite.
Non seulement le roi de Tlemcen, Abu Abdallah VI, envoya une lettre de félicitations au comte d’Alcaudete, mais même Ahmed Segheur, le commandant marocain, déclara être un "ami" et "allié" des Espagnols. Cela signifiait que la route vers Oran était désormais libre.

#### Derniers affrontements
L’armée poursuivit sa marche sans rencontrer d’ennemis jusqu’au 4 mars, lorsque 1 000 Maures attaquèrent l’arrière-garde. Cependant, ils furent rapidement repoussés. Le 5 mars, lors de la traversée du Rio Salado (actuelle El Malah), les Espagnols dispersèrent 100 cavaliers maures grâce à deux tirs de canon. Le 6 mars, d’autres cavaliers attaquèrent mais furent de nouveau mis en fuite après quelques tirs d’artillerie. Enfin, le 8 mars, l’armée atteignit Oran, mettant ainsi fin à l’expédition,.

## Conséquences
Malgré la défaite, Abu Zayyan était déterminé à reprendre le trône. À la fin de l’année 1543 ou au début de 1544, il commença à recruter des soldats dans les provinces occidentales du royaume et, après avoir rassemblé une armée considérable, il assiégea Tlemcen. Abu Abdallah sortit des murs de la ville et le vainquit. Cependant, il ne parvint pas à capturer son frère et retourna à Tlemcen. Mais les habitants de la ville, qui soutenaient Abu Zayyan III, lui fermèrent les portes, le forçant à fuir de nouveau vers Oran avec quelques cavaliers. À son retour à Tlemcen, Abu Zayyan fut proclamé roi une nouvelle fois. En route vers Oran, Abu Abdallah fut capturé et exécuté sur ordre de son frère,.
Le 21 mars 1543, le comte d'Alcaudete lança une autre expédition, cette fois vers Mostaganem. Cependant, il fut vaincu et contraint de se replier. Malgré cette défaite, il entreprit une nouvelle expédition vers Mostaganem en août 1947, mais celle-ci échoua également.

### Sources
- Jean-Joseph-Léandre Bargès, Complément de l'histoire des Beni-Zeiyan, rois de Tlemcen, ouvrage du cheikh Mohammed Abd'al-Djalil al-Tenessy, Paris, E. Leroux, 1887 (lire en ligne)
- (en) E. J. Brill, E.J. Brill's First Encyclopaedia of Islam: 1913-1936. A - Bābā Beg, BRILL, 1993 (ISBN 978-90-04-09787-2, lire en ligne)
- Paul Ruff, La domination espagnole à Oran sous le gouvernement du comte d'Alcaudete, 1534-1558, Editions Bouchène, 1998, 74–101 p. (ISBN 978-2-35676-083-8, lire en ligne), « La campagne de Tlemcen (1543) »
- (es) Feliciano Ramírez de Arellano Fuensanta del Valle et José León Sancho Rayón, Guerras de los españoles en África, 1542, 1543 y 1632, M. Ginesta, 1881, 5–152 p. (lire en ligne), « Guerra de Tremecen »
- (en) Joshua Schreier, The Merchants of Oran: A Jewish Port at the Dawn of Empire, Stanford University Press, 2017 (ISBN 978-1-5036-0216-8, lire en ligne)
- (en) Yuen-Gen, Family and Empire: The Fernández de Córdoba and the Spanish Realm, University of Pennsylvania Press, 2011 (ISBN 978-0-8122-0437-7, lire en ligne)
- Ernest Leroux, Publications de l'École des lettres d'Alger: Bulletin de correspondance africaine, University of California Press, 1900 (lire en ligne)
- (es) Manuel Tello, Memorias de la Real Academia de la Historia, vol. 11, Royal Academy of History, 1888 (lire en ligne)
- (es) León Galindo de Vera, Historia vicisitudes y política tradicional de España respecto de sus posesiones en las costas de África desde la monarquía gótica y en los tiempos posteriores á la restauración hasta el último siglo, University of Oxford Press, 1884 (lire en ligne)